# Стшелечки (гміна)
Гміна Стшелечки (пол. Gmina Strzeleczki) — місько-сільська гміна у південно-західній Польщі. Належить до Крапковицького повіту Опольського воєводства.
Станом на 31 грудня 2011 у гміні проживало 7549 осіб.

## Площа
Згідно з даними за 2007 рік площа гміни становила 117.26 км², у тому числі:
- орні землі: 58.00%
- ліси: 34.00%

Таким чином, площа гміни становить 26.51% площі повіту.

## Населення
Станом на 31 грудня 2011:
| Опис     | Загалом | Загалом | Чоловіки | Чоловіки | Жінки | Жінки |
| -------- | ------- | ------- | -------- | -------- | ----- | ----- |
| одиниця  | осіб    | %       | осіб     | %        | осіб  | %     |
| все      | 7549    | 100     | 3626     | 48.03    | 3923  | 51.97 |
| міське   | 0       | 100     | 0        |          | 0     |       |
| сільське | 7549    | 100     | 3626     | 48.03    | 3923  | 51.97 |

## Сусідні гміни
Гміна Стшелечкі межує з такими гмінами: Біла, Глогувек, Гоголін, Крапковіце, Прушкув.